# La Réincarnation de Serge Renaudier

La Réincarnation de Serge Renaudier est un film français réalisé par Julien Duvivier en 1920. Le film fut détruit accidentellement.

## Fiche technique
- Titre : La Réincarnation de Serge Renaudier
- Réalisation : Julien Duvivier
- Année : 1920
- Pays de production :  France

## Distribution
- André Fiot : Serge Renaudier
- Roger Bonal
- Andrée Reynis
- Herschtel